# Provincia de Maryland
La provincia de Maryland (en inglés: Province of Maryland) era una colonia inglesa en América del Norte que existió desde 1632 hasta 1776. En ese momento, se integró con las Trece Colonias británicas en América del Norte para crear los Estados Unidos y convertirse en el estado de Maryland. Incluía lo que actualmente es el estado de Maryland, el territorio de Washington D. C. y parte de Pensilvania.
La provincia se formó como colonia propietaria de George Calvert, primer barón de Baltimore (sin embargo, murió poco antes de ser oficialmente propietario, es su hijo Cecilius Calvert quien la heredó) para sobre todo acoger a los católicos perseguidos en Inglaterra. Tenía 49,000 km², más grande que el estado actual de Maryland, en parte porque sus límites estaban vagamente definidos. Algunas tierras fueron posteriormente cedidas a Pensilvania, mientras que otras se utilizaron para formar el Distrito de Columbia para construir Washington, la capital de los Estados Unidos.

## Carta
Carlos I de Inglaterra otorgó Maryland, una colonia propietaria de casi 12 millones de acres (49,000 km²), a Cecilius Calvert, segundo barón de Baltimore que pertenece a la nobleza de Irlanda, el 20 de junio de 1632. Algunos historiadores ven esta concesión como una compensación ya que el padre de Calvert había sido despojado de su título de secretario de Estado después de anunciar que él era un católico en 1625. La carta fue originalmente otorgada al padre de Calvert, George Calvert, pero el 1.er barón de Baltimore murió antes de que pudiera ser establecido, por lo que se le otorgó el estatuto a su hijo. La nueva colonia recibió su nombre por Enriqueta María de Francia, reina consorte. Los señores de Baltimore fueron los únicos católicos o miembros de la Cámara de los Lores irlandesa en la historia del Imperio británico que obtuvieron una colonia propietaria; todos los otros nobles del mismo rango, todos ellos protestantes, tenían un título en inglés o escocés.
La colonia de Maryland tenía un territorio indefinido: al norte por Virginia y al sur por el paralelo 40. Maryland perdió algunos de sus territorios originales en beneficio de Pensilvania durante la década de 1760 cuando, después de que Carlos II reconoció que la colonia cubría una región correspondiente al actual territorio de Maryland, y se diseñó la línea Mason-Dixon  para resolver las disputas fronterizas entre las dos colonias. Maryland también cedió territorios para crear el nuevo distrito de Columbia después de la revolución estadounidense.
La carta fundacional de Maryland creó un estado bajo la autoridad de un conde palatino, Lord Baltimore. Como portador de la autoridad, Lord Baltimore poseía todas las tierras otorgadas por la carta. Poseía autoridad absoluta en sus dominios. Los colonos debían jurar lealtad al señor en lugar de al rey de Inglaterra. El estatuto creó una aristocracia de señores de la mansión, que compraron 6,000 acres (24 km²) a Baltimore y retuvieron privilegios legales y sociales que otros colonos no tenían.

## Primeros colonos

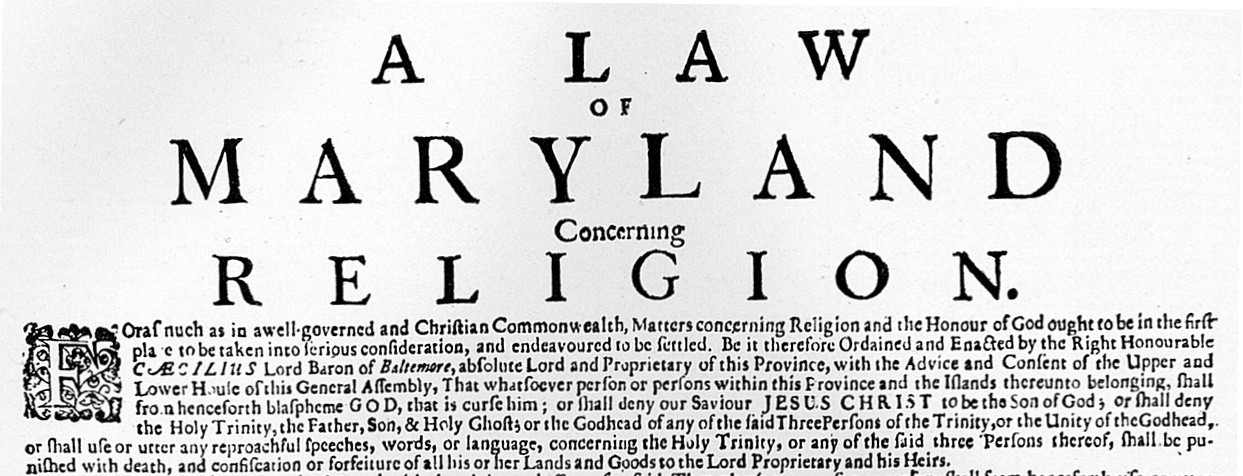
El Maryland Toleration Act.

La provincia de Maryland era una colonia del centro-este fundada por Lord Baltimore, convertido al catolicismo. Esta religión podría asustar a los protestantes puritanos del siglo XVII en Inglaterra, donde la mayoría de la población era anglicana. El rey Carlos I, partidario de la Iglesia católica, se había unido en particular a la religión anglicana, mientras que los puritanos eran perseguidos tanto por los anglicanos como por los católicos.
En Maryland, Baltimore intentó demostrar que los nobles católicos que lo seguían y los colonos protestantes podían vivir juntos en armonía, como lo demuestra la Ley de Tolerancia de Maryland (Maryland Toleration Act). Al igual que otros propietarios aristocráticos, también esperaba obtener un beneficio en la nueva colonia.
La familia Calvert reclutó a colonos protestantes para Maryland, atrayéndolos con una política de tolerancia religiosa que seguía siendo altamente simbólica. De los casi 200 colonos originales que viajaron a Maryland en los barcos Ark y Dove, la mayoría eran protestantes. De hecho, los protestantes continuaron siendo la mayoría en la historia de la Maryland colonial.
El Ark y el Dove desembarcaron en la isla de San Clemente el 25 de marzo de 1634. Los nuevos colonos fueron dirigidos por el hermano menor de Lord Baltimore, Leonard Calvert, a quien Baltimore había delegado el puesto de gobernador de la nueva colonia. Los 150 inmigrantes que sobrevivieron compraron tierras a los indios yaocomicos y fundaron la ciudad de St. Mary.
En 1642, Maryland declaró la guerra a los andastes. Estos últimos, con la ayuda de Nueva Suecia, derrotó a Maryland en 1644. Los andastes permanecieron en guerra legalmente con Maryland hasta la firma de un tratado de paz en 1652.

## Maryland y guerra civil británica
Antes y después de la tercera guerra civil inglesa (1649-1651), los aristócratas católicos que permanecieron fieles al rey Carlos I se establecieron en las colonias de Barbados, Virginia, en la isla de Wight o en la isla de Man, donde movilizaron milicias locales.
Las fuerzas parlamentarias (protestantes) aseguraron el control de Maryland en 1654 mediante la construcción de una marina nacional más poderosa. El gobernador William Stone se exilió en la colonia de Virginia; volvió al año siguiente al jefe de los Cavaliers y marchó a Annapolis.
Finalmente, en lo que se conoce como la batalla de Severn (25 de marzo de 1655), Stone fue derrotado y tomada prisionero. Fue reemplazado en la gobernación por Josias Fendall (c. 1628-1687).

## Años 1660: la economía de plantación
En 1672, Lord Baltimore declaró que Maryland incluía los asentamientos de Whorekills en la costa oeste de la bahía de Delaware, un área bajo la jurisdicción de la provincia de Nueva York. Fueron enviadas fuerzas para atacar y capturar los asentamientos. La provincia no pudo contraatacar porque la ciudad de Nueva York sería recapturada por los neerlandeses. A Maryland le preocupaba que los neerlandeses usaran a sus aliados iroqueses para apoderarse del área. Estas tierras se unieron a la provincia cuando Nueva York fue tomada por los neerlandeses en 1674.
En las primeras tres décadas de su instalación, la mayoría de los habitantes de Maryland vivían en condiciones difíciles en pequeñas granjas familiares y cultivaban variedades de frutas, verduras, cereales y ganado.
La cultura lucrativa del tabaco dominó la economía de la provincia. El tabaco se usaba a veces como dinero, y la legislatura colonial se vio obligada a aprobar una ley que exigía a los cultivadores de tabaco aumentar su producción de maíz, a fin de asegurar el suministro de alimentos a los colonos.
Al igual que su gran vecino, Virginia, Maryland no se desarrolló como una colonia de plantaciones hasta la década de 1660, con la restauración de la dinastía Estuardo y, especialmente, en el siglo XVIII. Para 1755, casi el 40 por ciento de la población de Maryland era negra. Los plantadores en Maryland también hicieron un uso intensivo de la mano de obra contratada y de trabajos forzosos. Un extenso sistema fluvial facilitó el intercambio de productos entre las plantaciones del interior y la costa atlántica para la exportación. Baltimore fue el segundo puerto más grande en el sur de los Estados Unidos en el siglo XVIII, después de Charleston en Carolina del Sur.

## Maryland y revolución estadounidense
El tabaco fue uno de los principales cultivos comerciales de la colonia. Maryland declaró su independencia de Gran Bretaña en 1776, con Samuel Chase, William Paca, Thomas Stone y Charles Carroll de Carrollton firmando la declaración de independencia en nombre de la colonia. Durante los debates de 1776 y 1777 sobre los Artículos de la Confederación, los delegados de Maryland encabezaron el partido e insistieron en que los estados que tenían reclamos sobre tierras en el oeste tenían que entregarlos al gobierno de la confederación, y en 1781, Maryland se convirtió en el último estado en firmar los Artículos. Sin embargo, aceptó la Constitución más fácilmente, ratificándola el 28 de abril de 1788.